# Wolfgang Rose

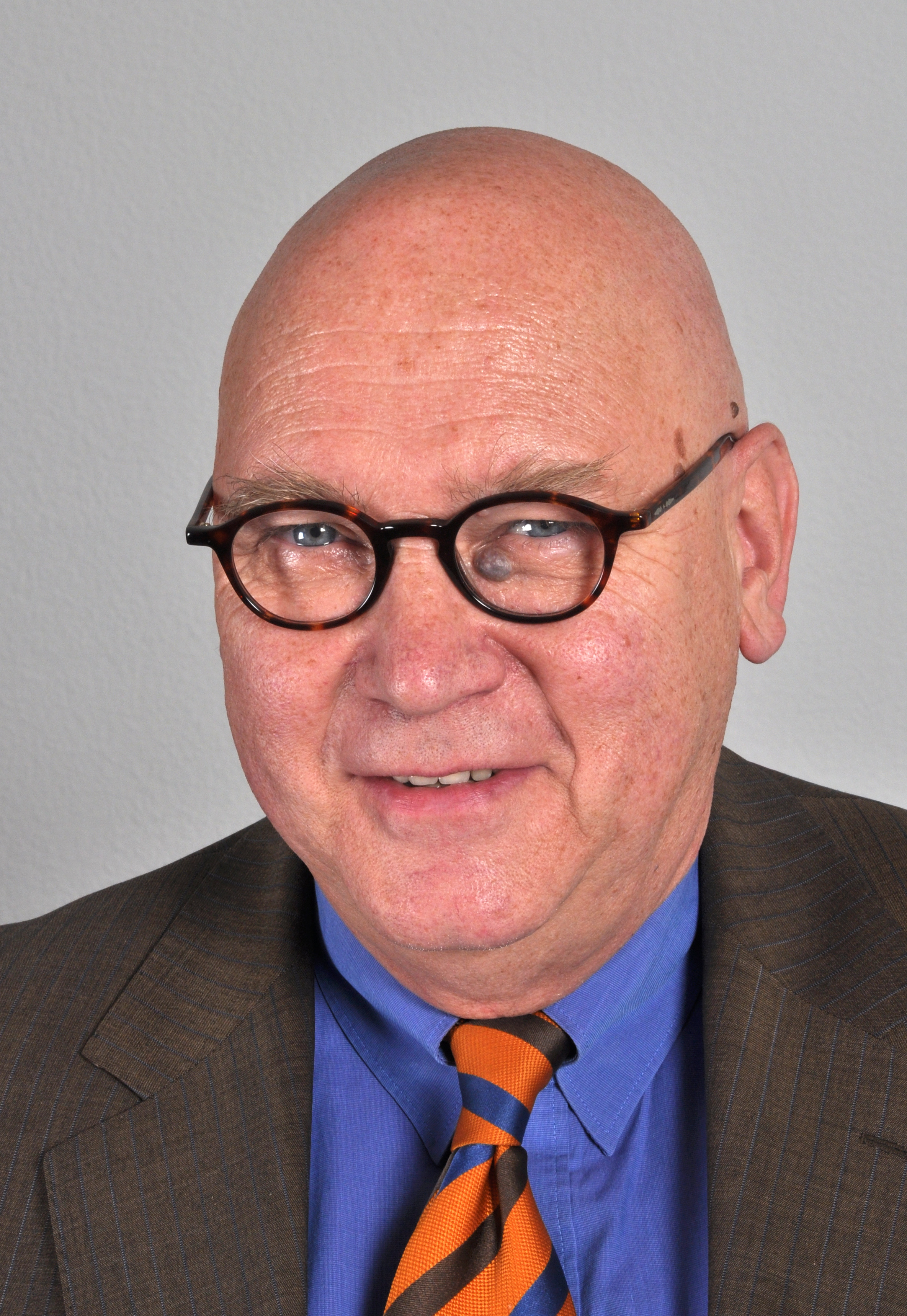
Wolfgang Rose 2011

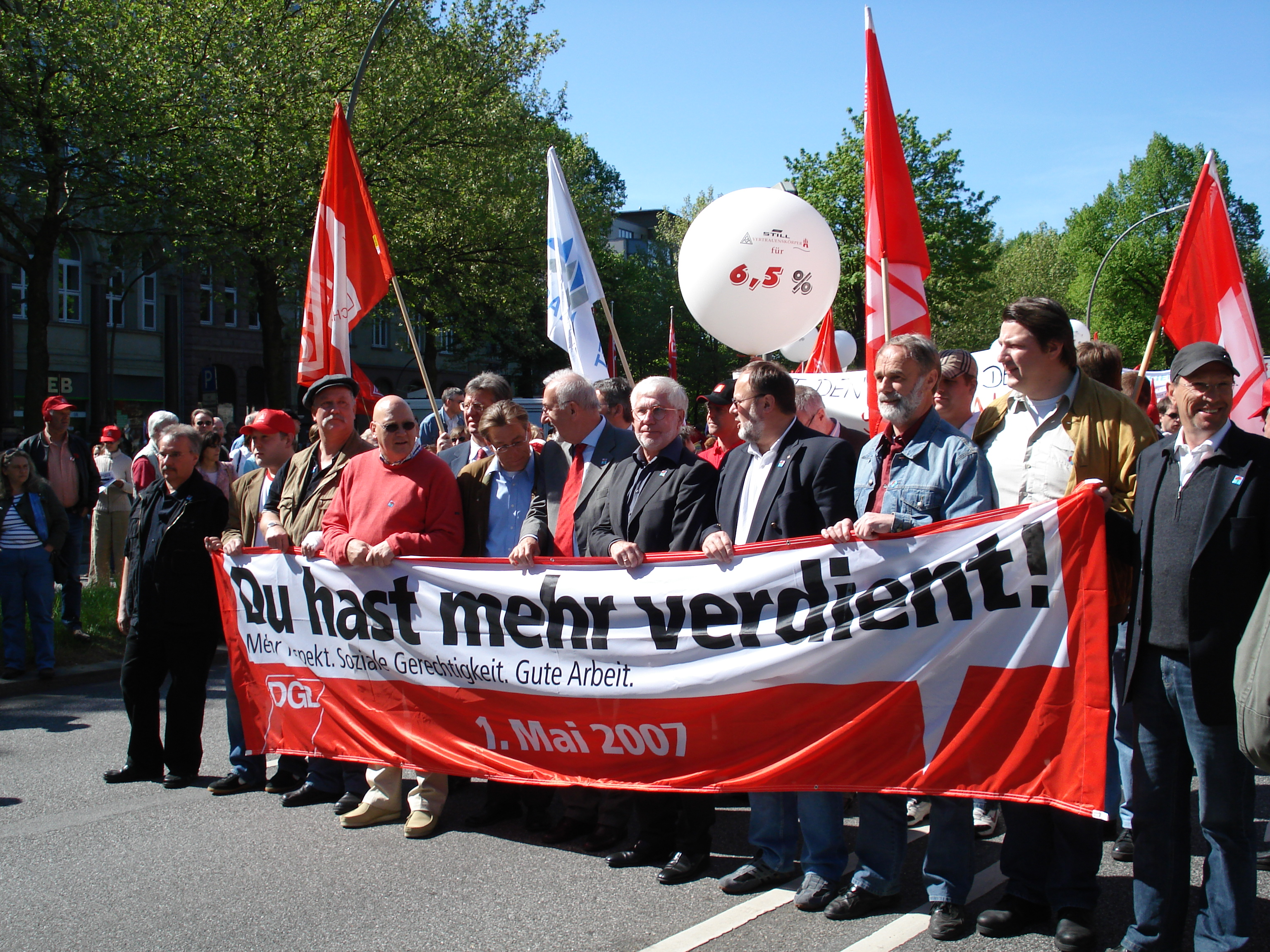
Wolfgang Rose im roten Pullover beim 1. Mai 2007 in Hamburg

Wolfgang Rose (* 19. August 1947 in Bremen) ist ein deutscher Politiker der SPD. Er war Abgeordneter der Hamburgischen Bürgerschaft und Landesbezirksleiter der Gewerkschaft ver.di in Hamburg.

## Leben und Beruf
Nach der Mittleren Reife absolvierte Wolfgang Rose von 1967 bis 1970 eine Ausbildung zum Bankkaufmann bei der Hamburger Sparkasse und war dort wenige Monate tätig. Anschließend studierte Rose von 1970 bis 1973 Sozialpädagogik an der Evangelischen Fachhochschule des Rauhen Hauses. Von 1973 bis 1982 war er als Jugendbildungsreferent der  Evangelischen Jugend im Jugendpfarramt Stormarn tätig. Er begleitete unter anderem diverse Projekte in der Jugendarbeit mit sogenannten randständigen Jugendlichen. 1982 wurde er Gewerkschaftssekretär bei der Gewerkschaft Öffentliche Dienste, Transport und Verkehr (ÖTV) in Hamburg. Rose war zuständig für die Kirchen und sozialpolitische Bereiche. 1987 wurde er zum stellvertretenden Bezirksleiter und 1999 zum Bezirksleiter der damaligen ÖTV gewählt. Nach der Gründung der Vereinten Dienstleistungsgewerkschaft wurde er zum Landesbezirksleiter von ver.di Hamburg gewählt. Rose war in dieser Funktion Mitglied in den Aufsichtsräten von Hapag-Lloyd, der HHLA, der Asklepios Kliniken Hamburg und der HGV. Er ist verheiratet, hat zwei Töchter und vier Enkel. Zum 31. Mai 2012 schied Rose aus Altersgründen als Landesbezirksleiter der Gewerkschaft ver.di nach 11 Jahren aus.
Neben seinem gewerkschaftlichen und parteipolitischen Engagement ist Wolfgang Rose Mitglied der AWO, der evangelisch-lutherischen Kirche, des Freundeskreises Ernst-Deutsch-Theater und in dessen Aufsichtsrat, des Freundeskreises Pflegeheim Oberaltenallee, des ASB, des Hamburger Arbeitskreises Asyl, des Vereins Freunde des Museums der Arbeit, des Hamburger Spendenparlaments, des Förderkreises Evangelische Stiftung Alsterdorf, des Vereins CaFée mit Herz e. V. Er war außerdem Vorsitzender des „Kulturvereins im Gewerkschaftshaus e. V.“ sowie Mitglied im Verwaltungsrat der AOK Rheinland/Hamburg.

## Politischer Werdegang

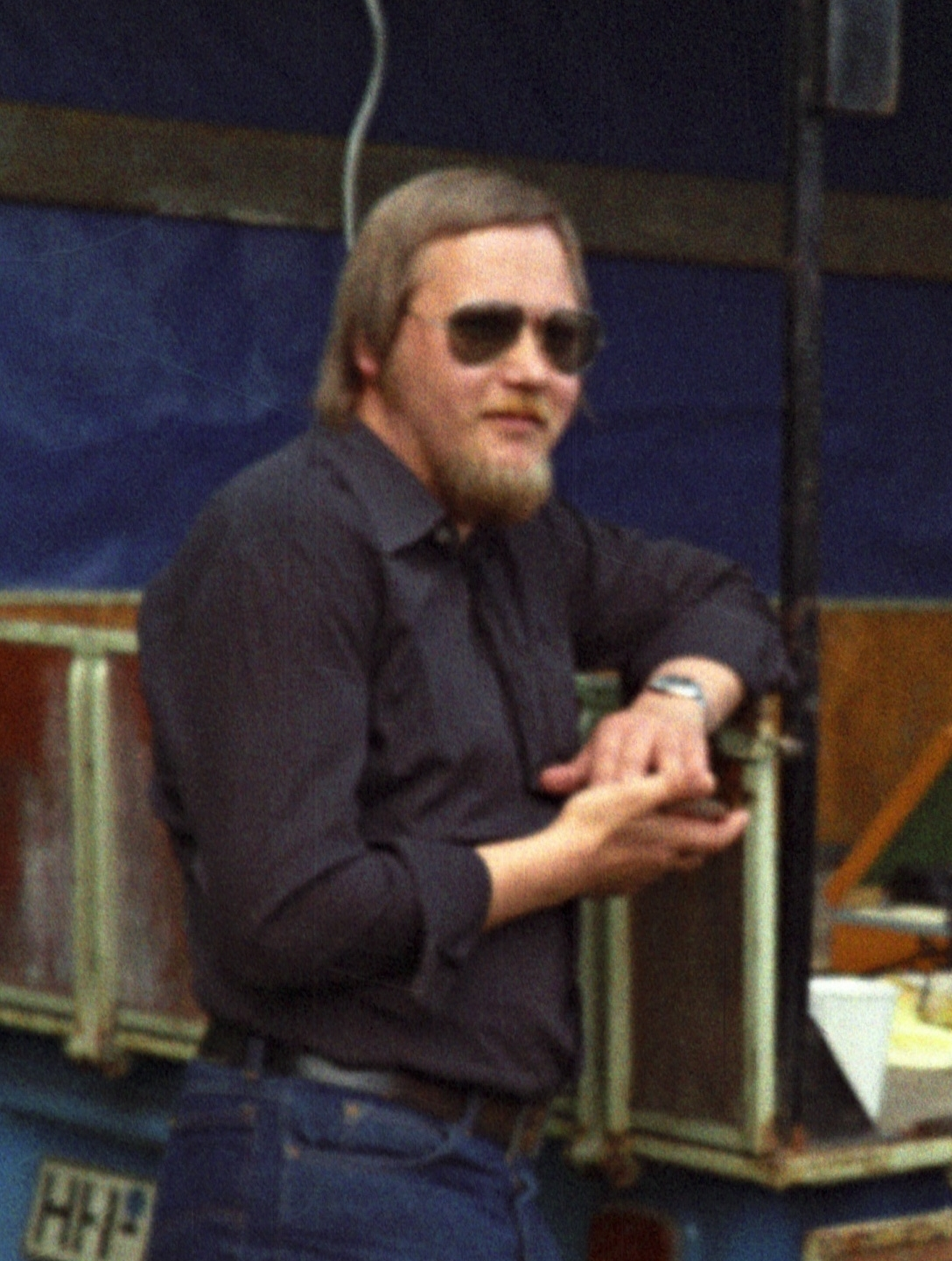
Wolfgang Rose um 1972

Rose trat 1971 in die SPD ein und war danach aktives Mitglied  bei den Jungsozialisten (Jusos) im Hamburger Distrikt Barmbek-Uhlenhorst-Hohenfelde. In den 70er Jahren war er Mitglied im SPD-Kreisvorstand Hamburg-Nord. Aufgrund seiner gewerkschaftlichen Funktionen übernahm er viele Jahre keine Parteifunktionen. 2007 wurde er zum Mitglied des SPD-Landesvorstands gewählt. Im Februar 2008 wurde er auf Vorschlag des Hamburger DGB-Vorstands über die Landesliste in die Hamburgische Bürgerschaft gewählt. Bei den beiden folgenden Bürgerschaftswahlen wurde er jeweils auf Vorschlag der sozialdemokratischen Gewerkschaftsvorsitzenden in Hamburg erneut von der SPD aufgestellt und wiedergewählt. Rose war in der SPD-Fraktion „Koordinator für Gewerkschaftskontakte“, gehörte dem Fraktionsvorstand an und war Mitglied in den Ausschüssen Arbeit & Soziales, Wirtschaft und Kultur. Zur Bürgerschaftswahl 2020 trat er nicht erneut an.

## Veröffentlichungen
- Gewerkschaftliche Positionen zur Friedenspolitik, in: Sozialismus, 6/2004, ISSN 0721-1171, S. 33–36.